# ラヴ〜アコースティック
『ラヴ〜アコースティック』(英語: Acoustic)は、2004年に発表されたジョン・レノンのアルバム。

## 収録曲
1. 労働階級の英雄（ワーキング・クラス・ヒーロー）Working Class Hero
2. ラヴ - Love
3. ウェル・ウェル・ウェル - Well Well Well ＜初出音源＞
4. ぼくを見て  - Look At Me
5. ゴッド（神） - God ＜初出音源＞
6. 母の死 - My Mummy's Dead ＜初出音源＞
7. コールド・ターキー - Cold Turkey ＜初出音源＞
8. ザ・ラック・オブ・ジ・アイリッシュ（ライヴ） - The Luck Of The Irish
9. ジョン・シンクレア（ライヴ） - John Sinclair（LIVE）
10. 女は世界の奴隷か! - Woman Is The Nigger Of The World　What You Got
11. ホワット・ユー・ガット ＜初出音源＞
12. ウォッチング・ザ・ホイールズ - Watching The Wheels
13. 愛するヨーコ - Dear Yoko ＜初出音源＞
14. リアル・ラヴ - Real Love ＜初出音源＞
15. イマジン（ライヴ）- Imagine（LIVE）
16. イッツ・リアル - It's Real